# ميلتون كولبيرت
ميلتون كولبيرت (بالإنجليزية: Milton Colbert)‏ هو لاعب كرة قدم أمريكية أمريكي، ولد في 24 سبتمبر 1989 في شيكاغو في الولايات المتحدة، لعب كرة القدم في جامعة ولاية إلينوي بعد الانتقال إليها من جامعة ولاية ميشيغان.